# Liam Caruana
Liam Caruana (Roma, 22 gennaio 1998) è un ex tennista italiano.

## Biografia
Nato a Roma nel 1998, si trasferisce negli Stati Uniti, prima nei pressi di San Diego, poi in Texas, a New Braunfels dal 2011, dove si allena alla John Newcombe Tennis Academy, infine ad Austin dal 2015.

## Carriera

### Dai primi tornei alle Next Gen Finals
Le prime apparizioni nelle qualificazioni dei tornei Futures risalgono al 2013 e nel 2015 debutta in un Future a Tulsa. A livello Challenger ottiene la prima wild card per le qualificazioni nel 2016, a Perugia, mentre fa il suo debutto a Venezia nel maggio 2017 conquistando il secondo turno alle spese dell'ungherese Attila Balázs.
Vince il primo titolo Futures in doppio ad Akko, in Israele, in coppia con lo svizzero Baltensperger nel maggio del 2017. Nell'agosto dello stesso anno conquista il primo titolo in singolare a Decatur, in Illinois. Nell'agosto del 2018 ad Edwardsville vince il secondo Futures in doppio. La prima apparizione in un torneo del circuito maggiore arriva ad Auckland dove batte nelle qualificazioni Blaž Kavčič, perde il turno decisivo contro Tim Smyczek ma viene ripescato. Nel primo turno del tabellone principale è opposto al numero 46 del mondo Steve Johnson che lo batte al termine di un combattuto match, con il punteggio di 5-7, 6-7. Ottenuta una wild card per le qualificazioni del Masters 1000 di Roma, viene battuto all'esordio da Julien Benneteau, al quale riesce a strappare solo due games.
A fine stagione partecipa al torneo che assegna la wild card italiana per le Next Generation ATP Finals 2018 conquistando sul campo l'accesso al prestigioso torneo milanese dedicato agli otto migliori tennisti under 21 della stagione.
Il sorteggio lo inserisce nel girone con Alex de Minaur, Taylor Fritz e Andrej Rublëv. Il match di debutto lo vede cedere nettamente all'australiano per 1-4, 1-4, 2-4; vince invece per 4-1 il primo set contro lo statunitense per poi continuare in un match convincente, pur perdendo al tie-break il terzo set e cedendo poi al quarto per 2-4. Dopo il tie-break nel primo set invece, cede più nettamente a Rublev nell'ultimo, ormai ininfluente, incontro di un torneo che lo ha comunque fatto apprezzare per l'atteggiamento aggressivo anche nei confronti di tennisti già stabilmente competitivi ai massimi livelli ATP.
Chiude la stagione 2018 nell'ultimo torneo del calendario del Challenger Tour ad Andria, che gioca grazie ad una wild card: per la terza volta in stagione, dopo Venezia e Ortisei supera il primo turno di un torneo di questo livello, battendo l'austriaco Erler; agli ottavi perde però nettamente il match contro Stachovs'kyj. Il match vinto gli è comunque sufficiente per chiudere la stagione entro i primi 600 del ranking ATP.

### 2021: il ritiro
A maggio 2021, dopo tre anni privi di risultati di spessore annuncia il ritiro e diventa agente immobiliare.